# Acer opalus
Acer opalus là một loài thực vật có hoa trong họ Bồ hòn. Loài này được Mill. mô tả khoa học đầu tiên năm 1768.

## Hình ảnh

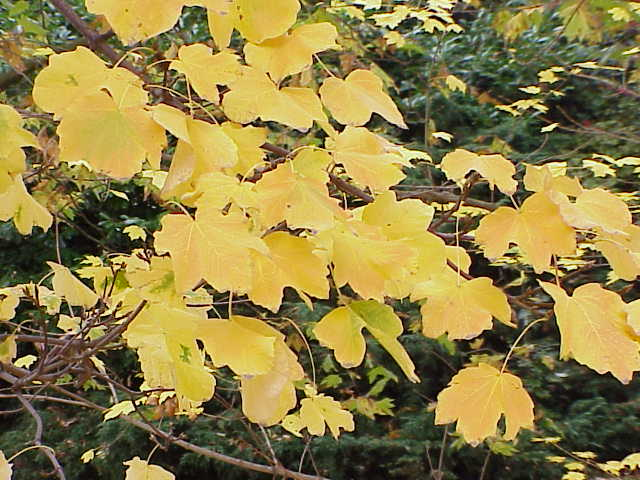
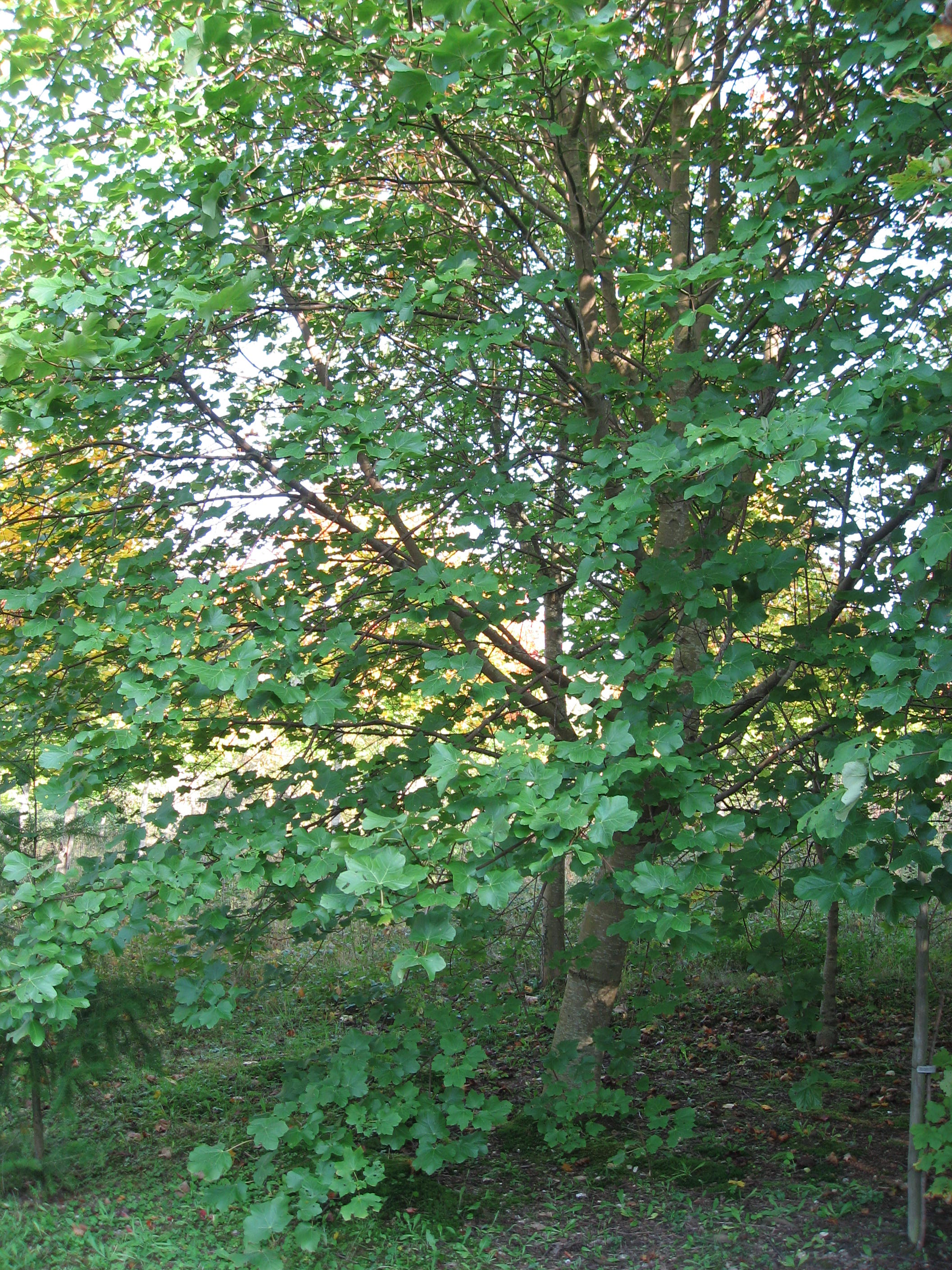
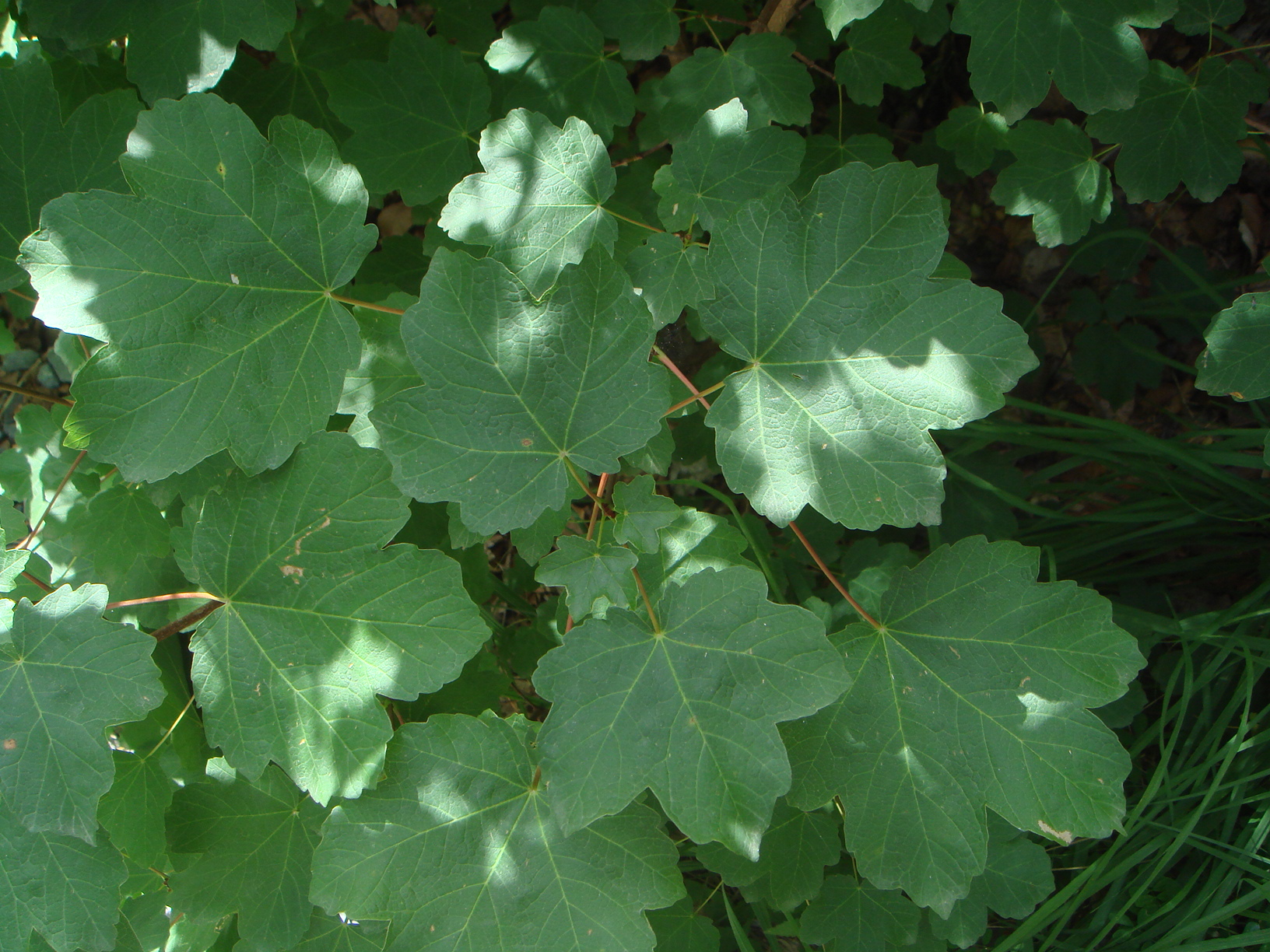
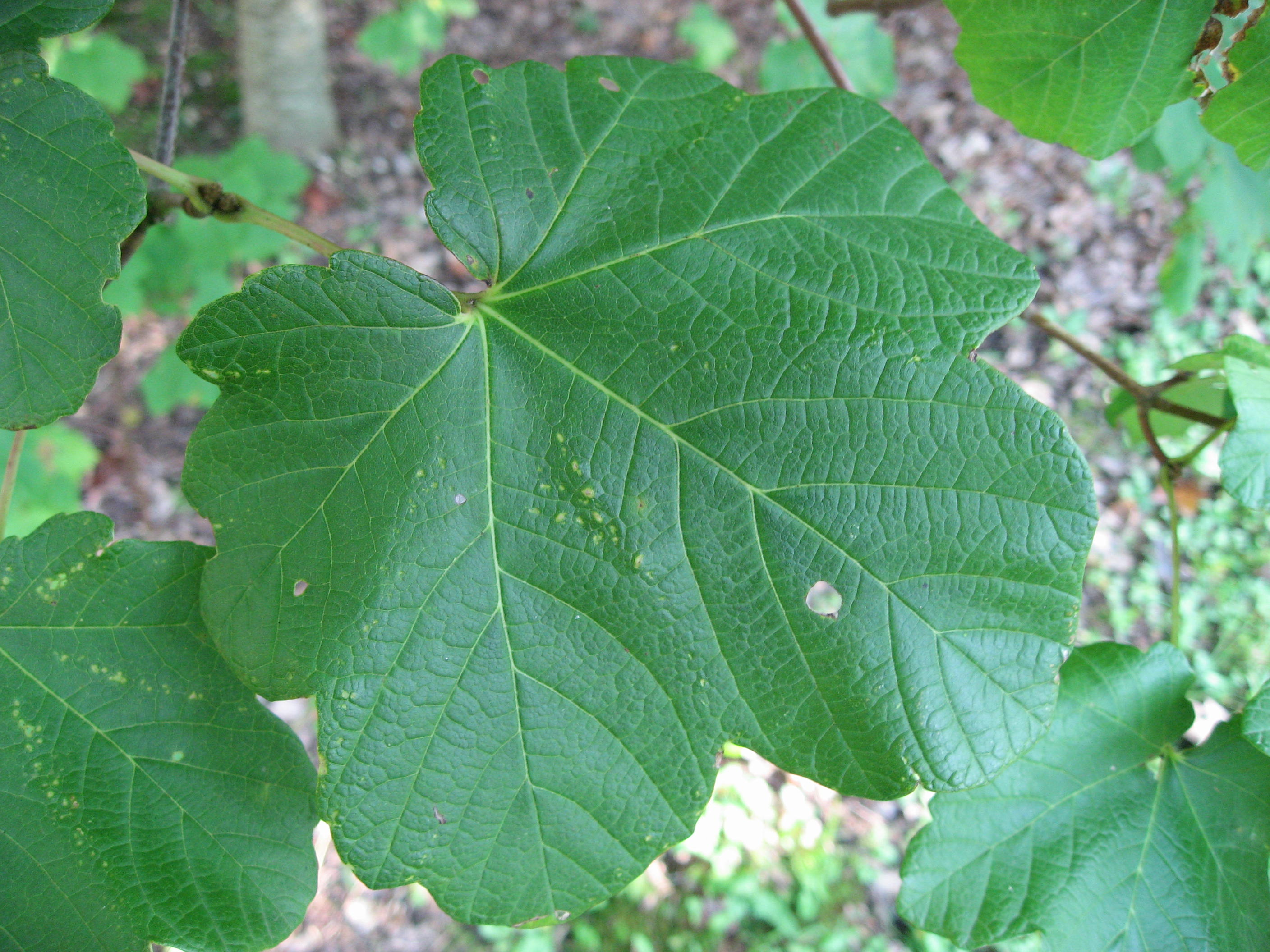